# Verdún (Ariège)
 Verdun  es una población y comuna francesa, en la región de Mediodía-Pirineos, departamento de Ariège, en el distrito de Foix y cantón de Les Cabannes.
Está integrada en la Communauté de communes des vallées d'Ax.

## Demografía
| 247 | 210 | 184 | 160 | 154 | 183 |
| Para los censos de 1962 a 1999 la población legal corresponde a la población sin duplicidades (Fuente: INSEE [Consultar]) |     |     |     |     |     |

El censo de 2006 (INSEE) le atribuye 257 habitantes. 